# 안경호
안경호(安京浩, 1930년 1월 18일 ~ 2016년 1월)는 조선민주주의인민공화국의 정치인이다.

## 생애
1930년 강원도에서 태어났고 김일성종합대학에서 철학박사 학위를 받았다. 1982년 조국평화통일위원회 과장을 시작으로 1998년 8월부터 남북 국회회담 준비접촉 1차 회의부터 10차 회의까지 북측 대표로 활동했고, 이후 조평통 상무위원과 서기국장으로 승진했다. 2011년 서기국장에서 해임될 때까지 1990년 남북고위급회담 북측 대표 대변인과 1994년 남북정상회담 개최를 위한 부총리급 예비접촉 북측 대표 등으로 활동했다.
2016년 1월에 사망하여 평양 신미리 애국렬사릉에 안치됐다.

## 최고인민회의 대의원
1990년 4월 최고인민회의 제9기 대의원과 1998년 제10기, 2003년 제11기, 2009년 제12기 대의원을 역임했다.

## 같이 보기
- 조선민주주의인민공화국의 정치